# Seyi Olofinjana
Oluwaseyi George Olofinjana (Lagos, Nigèria, 30 de juny de 1980) és un exfutbolista nigerià que jugava de migcampista.

## Internacional
Ha estat internacional amb la selecció de futbol de Nigèria, amb la qual ha jugat més de 50 partits.

### Participacions internacionals
| Torneig                       | Seu     | Resultat    |
| ----------------------------- | ------- | ----------- |
| Copa d'Àfrica de Nacions 2004 | Tunísia | Semifinal   |
| Copa d'Àfrica de Nacions 2008 | Ghana   | 4t de final |
| Copa d'Àfrica de Nacions 2010 | Angola  | Semifinal   |